# Koleszár Lajos
Koleszár Lajos (Miskolc, 1948. november 4. – Miskolc, 2016. február 12. előtt) politikus, orvos, országgyűlési képviselő 1994 és 2002 között.

## Élete
Szülei munkások voltak. Az általános iskolát Hejőcsabán végezte. 1963 és 1967 között a miskolci Földes Ferenc Gimnázium tanulója volt. 1968 és 1973 között a Debreceni Orvostudományi Egyetem Általános Orvosi Karának a hallgatója volt. 
1973-ban diplomázott és ettől az évtől a miskolci Semmelweis Kórház belgyógyászatán helyezkedett el. 1978-ban szerezte meg a belgyógyász szakorvosi vizsgáját. Ezután adjunktusként, majd részlegvezető főorvosként tevékenykedett. 1995-től nyugdíjazásáig az intézmény orvosigazgatója volt.
1973-tól tagja volt a Borsod Megyei Bíróság Justitia Sportegyesületnek és a Bánkút Síklubnak. 1993-tól a Magyar Triatlon Szövetség elnökségi tagja, a Borsod-Abaúj-Zemplén megyei szervezet elnöke volt. 1995-től a Borsodi Igazságügyi Orvosszakértésért Alapítvány kuratóriumi elnöke volt.
Korábban MSZMP, 1989-től az MSZP tagja volt. Az 1990-es években a párt miskolci szervezetének alelnöke volt.
Az 1994. évi országgyűlési választásokon a Borsod-Abaúj-Zemplén megyei 2. választókörzetben szerzett mandátumot. Az Egészségügyi Bizottság munkájában vett részt. 1998. évi országgyűlési választásokon az MSZP B-A-Z Megyei listáján szerezve mandátumot jutott a parlamentbe és töltötte ki 2. ciklusát az Országgyűlésben.

## Díjai, elismerései
2007: Batthyány-Strattmann László-díj
2008: Magyar Köztársasági Érdemrend Lovagkeresztje (polgári) tagozat kitüntetés

## Családja
Hatan voltak testvérek. Elvált. Házasságából két fiú született, Péter és Zoltán.